# Международная теннисная премьер-лига
Международная теннисная премьер-лига (англ. International Premier Tennis League, IPTL) — командный теннисный турнир, проходящий в конце календарного года в странах Азии. Впервые проводился в 2014 году. В 2015 году в турнире принимают участие пять команд, формально представляющих Объединённые Арабские Эмираты, Индию, Сингапур, Филиппины и Японию, но составленных из игроков разных стран. Турнир проходит в пять кругов, каждый из которых разыгрывается на площадке одной из стран-участниц, после чего две лучших команды по итогам пяти кругов встречаются в финальном матче. Формат матчей близок к формату лиги World TeamTennis: матч состоит из пяти сетов, в каждом из которых участвуют другие соперники.

## История
Впервые планы по организации Международной теннисной премьер-лиги публично озвучил в мае 2013 года индийский теннисист Махеш Бхупати, бывшая первая ракетка мира в парном разряде. Источником вдохновения для идеи такого соревнования послужил финансовый успех крикетной Индийской премьер-лиги. Формат нового турнира предполагал участие шести команд по шесть-десять игроков в каждой, соревнующихся в круговом формате в зимнее межсезонье — в конце ноября и начале декабря. Команды должны проводить между собой пятисетовые матчи продолжительностью по три часа, при этом каждый сет предполагалось играть в другом составе: мужской и женский одиночные разряды, мужской и смешанный парные разряды и встречи «легенд» — знаменитых мужчин-игроков прошлого, таких, как Пит Сампрас, Андре Агасси и Патрик Рафтер. Суммарные зарплаты игроков в каждой команде должны были составить от 4 до 10 млн долларов, при этом набор в составы игроков, предварительно разбитых на пять классов, предполагалось осуществлять в формате аукциона. Поддержку нового соревнования сразу же выразили лидеры мирового тенниса Новак Джокович и Рафаэль Надаль.
Вскоре после объявления о планах создания лиги, в начале июня 2013 года, было сообщено о том, что уже выкуплены права на пять команд и что от новых владельцев ожидаются инвестиции по 12 млн долларов на каждую команду. В то же время, несмотря на ожидающиеся высокие гонорары игрокам, в прессе выражались сомнения в том, новое соревнование будет носить действительно спортивный, а не выставочный характер, в отличие от других турниров, проходящих в перерыве между изматывающими сезонами АТР- и WTA-туров.
В начале 2014 года было подтверждено, что в первом сезоне IPTL примут участие команды из Мумбаи, Сингапура, Куала-Лумпура, Бангкока (позже участие таиландской команды было отменено из-за неспокойной политической обстановки в стране) и одного из городов Ближнего Востока (к марту, однако, стало известно, что пятым городом-участником станет Сингапур). 2 марта 2014 года в Дубае состоялся первый драфт лиги, в котором участвовали, помимо Надаля и Джоковича, Энди Маррей, Станислас Вавринка, Серена Уильямс, Виктория Азаренко, Каролина Возняцки и другие ведущие теннисисты мира, а из звёзд прошлого — бывшие первые ракетки мира Сампрас, Агасси и Рафтер. Позже к лиге присоединился и Роджер Федерер, чья команда, «Индиан Эйсез» из Мумбаи, и выиграла её первый сезон, проводившийся по круговой формуле, уже за тур до финиша став недосягаемой для соперников. Через год, когда в формат соревнования был добавлен финальный матч, «Эйсез», снова выигравшие групповой турнир, проиграли в финале команде «Сингапур Сламмерс». Финал 2017 года свёл эти же две команды, и «Сламмерс» снова оказались сильнее с неожиданно большим преимуществом. К началу сезона выяснилось, что в играх не примут участие Федерер и Серена Уильямс, что отрицательно сказалось на продажах билетов.
После трёх лет проведения в СМИ появилась информация о том, что организаторы лиги столкнулись с финансовыми трудностями и рассматривают её формат как убыточный. Команда «Сингапур Сламмерс» в августе 2017 года объявила, что лига не выполняет взятые на себя финансовые обязательства и рассматривается возможность судебного иска.

## Формат соревнования

### Турнир
Игры лиги в 2016 году проводятся поочерёдно в трёх из четырёх стран-участниц (за исключением Объединённых Арабских Эмиратов), в каждой из которых проходит по пять-шесть матчей за три дня (четыре матча третьего круга и финал проходят в одном и том же месте); в общей сложности каждая команда проводит восемь игр. По итогам трёх кругов определяются две команды, которые разыгрывают между собой чемпионское звание в финальном матче. Если второе место занимает больше, чем одна команда, для разделения применяются дополнительные показатели:
- Результаты личных встреч
- Лучшая разница выигранных и проигранных геймов в каждом матче

При равенстве и этих двух показателей, второе место определяется жребием.

### Матч
Как отмечает создательница американской командной лиги World TeamTennis (WTT) Билли Джин Кинг, формат матчей IPTL копирует установленный в WTT. Каждый матч состоит из пяти сетов, в которых участвуют разные игроки:
1. Мужской одиночный разряд
2. Женский одиночный разряд
3. Смешанный парный разряд
4. Мужской парный разряд
5. Мужской одиночный разряд (легенды)

На протяжении каждого сета команда может провести одну замену. Каждый сет продолжается до момента, когда одна из сторон выиграет шесть геймов. При счёте 5-5 проводится гейм-тай-брейк до 7 очков. В матче побеждает команда, выигравшая больше геймов. В отличие от первого сезона лиги, команда, проигрывающая в матче, новыигравшая пятый сет, не получает права на продолжение игры. Если после пяти сетов счёт по геймам равный, то разыгрывается супертай-брейк в мужском одиночном разряде до 10 очков, и победившей считается сторона, выигравшая супертай-брейк.

## Чемпионы и финалисты
| Год  | Чемпион               | Финалист     | Счёт            |
| ---- | --------------------- | ------------ | --------------- |
| 2016 | Сингапур Сламмерс (2) | Индиан Эйсез | 30-14           |
| 2015 | Сингапур Сламмерс     | Индиан Эйсез | 26-21           |
| 2014 | Индиан Эйсез          | ОАЭ Ройалз   | круговой турнир |

## Состав лиги (2016 год)
Звёздочкой обозначены игроки, выступающие в матчах «легенд».
| Команда           | Представляет | Состав |
| ----------------- | ------------ | --- |
| Джапан Уорриорз   | Сайтама      | Куруми Нара Кэй Нисикори Фернандо Вердаско Фернандо Гонсалес* Жан-Жюльен Ройер Марат Сафин* Елена Янкович |
| Индиан Эйсез      | Хайдарабад   | Рохан Бопанна Саня Мирза Иван Додиг Фелисиано Лопес Марк Филиппуссис* Кирстен Флипкенс Томас Энквист*     |
| ОАЭ Ройалз        | Дубай        | Томаш Бердых Горан Иванишевич* Ана Иванович Пабло Куэвас Даниэль Нестор Мартина Хингис Томас Юханссон*    |
| Сингапур Сламмерс | Сингапур     | Кики Бертенс Маркос Багдатис Ник Кирьос Марсело Мело Карлос Мойя* Райнер Шуттлер*                         |